# Az Oricon mangalistájának első helyezettjei (2009)
Ez a lista a japán Oricon minden héten közzétett manga eladási listájának 2009-es első helyezettjeit sorolja fel.

## Első helyezettek
| Hét | Dátum                      | Cím                               | Író                              | Kiadó       | Eladott példány | Forrás |
| --- | -------------------------- | --------------------------------- | -------------------------------- | ----------- | --------------- | ------ |
| 1   | Január 5–11.               | Eyeshield 21, 33. kötet           | Inagaki Riicsiró, Murata Júszuke | Shueisha    | 170 926         | [ 1 ]  |
| 2   | Január 12–18.              | Hajate no gotoku!, 18. kötet      | Hata Kendzsiró                   | Shogakukan  | 170 171         | [ 2 ]  |
| 3   | Január 19–25.              | Hajate no gotoku!, 18. kötet      | Hata Kendzsiró                   | Shogakukan  | 116 979         | [ 3 ]  |
| 4   | Január 26–február 1.       | Kurosicudzsi, 6. kötet            | Toboszo Jana                     | Square Enix | 359 703         | [ 4 ]  |
| 5   | Február 2–8.               | Naruto, 45. kötet                 | Kisimoto Maszasi                 | Shueisha    | 710 879         | [ 5 ]  |
| 6   | Február 9–15.              | Naruto, 45. kötet                 | Kisimoto Maszasi                 | Shueisha    | 173 393         | [ 6 ]  |
| 7   | Február 16–22.             | xxxHolic, 14. kötet               | Clamp                            | Kodansha    | 264 393         | [ 7 ]  |
| 8   | Február 23–március 1.      | Pluto, 7. kötet                   | Uraszava Naoki, Tezuka Oszamu    | Shogakukan  | 233 796         | [ 8 ]  |
| 9   | Március 2–8.               | One Piece, 53. kötet              | Oda Eiicsiró                     | Shueisha    | 1 194 145       | [ 9 ]  |
| 10  | Március 9–15.              | Nana, 21. kötet                   | Jazava Ai                        | Shueisha    | 615 778         | [ 10 ] |
| 11  | Március 16–22.             | Nana, 21. kötet                   | Jazava Ai                        | Shueisha    | 439 353         | [ 11 ] |
| 12  | Március 23–29.             | Saint oniiszan, 3. kötet          | Nakamura Hikaru                  | Kodansha    | 403 527         | [ 12 ] |
| 13  | Március 30–április 5.      | Bleach, 38. kötet                 | Kubo Tite                        | Shueisha    | 476 611         | [ 13 ] |
| 14  | Április 6–12.              | Fullmetal Alchemist, 22. kötet    | Arakava Hiromu                   | Square Enix | 536 207         | [ 14 ] |
| 15  | Április 13–19.             | Fullmetal Alchemist, 22. kötet    | Arakava Hiromu                   | Square Enix | 325 861         | [ 15 ] |
| 16  | Április 20–26.             | Mei-csan no sicudzsi, 9. kötet    | Mijagi Riko                      | Shueisha    | 106 998         | [ 16 ] |
| 16  | Április 27–május 3.        | Naruto, 46. kötet                 | Kisimoto Maszasi                 | Shueisha    | 504 024         | [ 17 ] |
| 17  | Május 4–10.                | Naruto, 46. kötet                 | Kisimoto Maszasi                 | Shueisha    | 291 155         | [ 18 ] |
| 18  | Május 11–17.               | Fairy Tail, 15. kötet             | Masima Hiro                      | Kodansha    | 124 638         | [ 19 ] |
| 19  | Május 18–24.               | Tendzsó tenge, 20. kötet          | Oh! great                        | Shueisha    | 211 569         | [ 20 ] |
| 20  | Május 25–31.               | Vagabond, 30. kötet               | Inoue Takehiko                   | Kodansha    | 299 191         | [ 21 ] |
| 21  | Június 1–7.                | One Piece, 54. kötet              | Oda Eiicsiró                     | Shueisha    | 1 171 142       | [ 22 ] |
| 22  | Június 8–14.               | One Piece, 54. kötet              | Oda Eiicsiró                     | Shueisha    | 279 275         | [ 23 ] |
| 23  | Június 15–21.              | Ahiru no szora, 24. kötet         | Takesi Hinata                    | Kodansha    | 183 967         | [ 24 ] |
| 24  | Június 22–28.              | Ókiku furikabutte, 12. kötet      | Higucsi Asza                     | Kodansha    | 301 945         | [ 25 ] |
| 25  | Június 29–július 5.        | Pluto, 8. kötet                   | Uraszava Naoki, Tezuka Oszamu    | Shogakukan  | 351 144         | [ 26 ] |
| 26  | Július 6–12.               | Katekjó Hitman Reborn!, 25. kötet | Amano Akira                      | Shueisha    | 154 234         | [ 27 ] |
| 27  | Július 13–19.              | Hajate no gotoku!, 20. kötet      | Hata Kendzsiró                   | Shogakukan  | 160 108         | [ 28 ] |
| 28  | Július 20–26.              | Mojasimon, 8. kötet               | Isikava Maszajuki                | Kodansha    | 194 146         | [ 29 ] |
| 29  | Július 27–augusztus 2.     | Pandora Hearts, 9. kötet          | Mocsizuki Dzsun                  | Square Enix | 119 155         | [ 30 ] |
| 30  | Augusztus 3–9.             | Naruto, 47. kötet                 | Kisimoto Maszasi                 | Shueisha    | 783 827         | [ 31 ] |
| 31  | Augusztus 10–16.           | Fullmetal Alchemist, 23. kötet    | Arakava Hiromu                   | Square Enix | 849 067         | [ 32 ] |
| 32  | Augusztus 17–23.           | Conan, a detektív, 65. kötet      | Aojama Gósó                      | Shogakukan  | 383 086         | [ 33 ] |
| 33  | Augusztus 24–30.           | Glass no kamen, 44. kötet         | Miucsi Suzzue                    | Hakusensha  | 241 633         | [ 34 ] |
| 34  | Augusztus 31–szeptember 6. | One Piece, 55. kötet              | Oda Eiicsiró                     | Shueisha    | 1 121 685       | [ 35 ] |
| 35  | Szeptember 7–13.           | One Piece, 55. kötet              | Oda Eiicsiró                     | Shueisha    | 366 160         | [ 36 ] |
| 36  | Szeptember 14–20.          | Kimi ni todoke, 9. kötet          | Siina Kahuro                     | Shueisha    | 178 612         | [ 37 ] |
| 37  | Szeptember 21–27.          | Berserk, 34. kötet                | Miura Kentaró                    | Hakusensha  | 183 755         | [ 38 ] |
| 38  | Szeptember 28–október 4.   | Bleach, 41. kötet                 | Kubo Tite                        | Shueisha    | 414 722         | [ 39 ] |
| 39  | Október 5–11.              | Bleach, 41. kötet                 | Kubo Tite                        | Shueisha    | 186 166         | [ 40 ] |
| 40  | Október 12–18.             | Hajate no gotoku!, 21. kötet      | Hata Kendzsiró                   | Shogakukan  | 160 433         | [ 41 ] |
| 41  | Október 19–25.             | Saint oniiszan, 4. kötet          | Nakamura Hikaru                  | Kodansha    | 320 529         | [ 42 ] |
| 42  | Október 26–november 1.     | Saint oniiszan, 4. kötet          | Nakamura Hikaru                  | Kodansha    | 239 767         | [ 43 ] |
| 43  | November 2–8.              | Naruto, 48. kötet                 | Kisimoto Maszasi                 | Shueisha    | 781 619         | [ 44 ] |
| 44  | November 9–15.             | Naruto, 48. kötet                 | Kisimoto Maszasi                 | Shueisha    | 150 481         | [ 45 ] |
| 45  | November 16–22.            | Conan, a detektív, 66. kötet      | Aojama Gósó                      | Shogakukan  | 333 541         | [ 46 ] |
| 46  | November 23–29.            | Nodame Cantabile, 23. kötet       | Ninomija Tomoko                  | Kodansha    | 469 344         | [ 47 ] |
| 47  | November 30–december 6.    | One Piece, 56. kötet              | Oda Eiicsiró                     | Shueisha    | 1 363 868       | [ 48 ] |
| 48  | December 7–13.             | One Piece, 56. kötet              | Oda Eiicsiró                     | Shueisha    | 398 550         | [ 49 ] |
| 49  | December 14–20.            | Hadzsime no Ippo, 90. kötet       | Morikava Dzsódzsi                | Kodansha    | 132 593         | [ 50 ] |
| 50  | December 21–27.            | Fullmetal Alchemist, 24. kötet    | Arakava Hiromu                   | Square Enix | 886 135         | [ 51 ] |
| 51  | December 28–január 10.     | Naruto, 49. kötet                 | Kisimoto Maszasi                 | Shueisha    | 799 895         | [ 52 ] |